# Mojo Rawley
Dean Muhtadi, meglio conosciuto con il ring name Mojo Rawley (Alexandria, 17 luglio 1986), è un wrestler ed ex giocatore di football americano statunitense.
È noto maggiormente per i suoi trascorsi in WWE, dove ha detenuto sette volte il 24/7 Championship e ha vinto la quarta edizione dell'André the Giant Memorial Battle Royal di WrestleMania 33.

## Biografia
Dean Muhtadi nasce il 17 luglio 1986 ad Alexandria, nello stato del Virginia, da genitori di origini siriane e palestinesi.

## Carriera nel wrestling

### WWE (2013–2021)

#### NXT(2013–2016)
Muhtadi fa il suo debutto ufficiale ad NXT con il ringname "Mojo Rawley" partecipando ad una Battle Royal vinta da Bo Dallas. Il 29 agosto del 2014 viene sconfitto da Rusev a NXT: TakeOver. Forma in seguito un tag team con Bull Dempsey e cercano di conquistare l'NXT Tag Team Championship in un torneo ma vengono eliminati subito, causando il turn heel di Dempsey ai danni di Rawley.
Nel giugno del 2015 Rawley forma con Zack Ryder gli Hype Bros.

#### Alleanza con Zack Ryder (2016–2017)
Con la Draft Lottery del 19 luglio 2016, Rawley è stato promosso nel roster principale e trasferito nel roster di SmackDown. Essendo anche Zack Ryder un membro di questo roster, i due hanno riformato gli Hype Bros. Ha fatto la sua prima apparizione il 24 luglio a Battleground, quando è accorso in aiuto di Ryder al termine del suo match titolato perso contro lo United States Champion Rusev. Nella puntata di Main Event del 29 luglio gli Hype Bros trionfano sui Vaudevillains. Sempre a Main Event, il 6 agosto, gli Hype Bros sconfiggono gli Ascension. Mojo è apparso nuovamente ad NXT il 10 agosto dov'è stato sconfitto dall'NXT Champion Samoa Joe. Nella puntata di Main Event dell'11 agosto gli Hype Bros hanno trionfato sui Breezango. Nella puntata di SmackDown del 16 agosto gli Hype Bros, gli American Alpha e gli Usos hanno trionfato sui Vaudevillains, i Breezango e gli Ascension in un 12-man Tag Team match. Mojo Rawley ha fatto il suo debutto in pay-per-view il 21 agosto nel Kick-off di SummerSlam quando gli Hype Bros, gli American Alpha e gli Usos hanno sconfitto i Breezango, i Vaudevillains e gli Ascension (come il 16 agosto a SmackDown). Nella puntata di SmackDown del 23 agosto è stato annunciato lo SmackDown Tag Team Championship e, per questo motivo, è stato indetto un torneo per decretare i due team che si affronteranno l'11 settembre a Backlash. Il 25 agosto a Main Event gli Hype Bros hanno sconfitto i Vaudevillains. Nella successiva puntata di SmackDown del 27 agosto gli Hype Bros hanno affrontato e sconfitto i Vaudevillains nei quarti di finale del torneo per lo SmackDown Tag Team Championship. Nella puntata di SmackDown del 6 settembre gli Hype Bros sono stati sconfitti dal team formato da Heath Slater e Rhyno in semifinale, venendo eliminati. Tuttavia, poiché gli American Alpha sono stati costretti a lasciare vacante il loro posto in finale a causa di un infortunio di Chad Gable, gli Hype Bros hanno affrontato gli Usos per avere un posto in finale ma sono stati sconfitti. Nella puntata di SmackDown del 13 settembre gli Hype Bros sono stati nuovamente sconfitti dagli Usos. Nella puntata di SmackDown del 4 ottobre gli Hype Bros sono ritornati sconfiggendo i Vaudevillains. Il 9 ottobre nel Kick-off di No Mercy gli Hype Bros e gli American Alpha hanno sconfitto gli Ascension e i Vaudevillains. Nella puntata di Main Event del 13 ottobre gli Hype Bros hanno sconfitto nuovamente i Vaudevillains. Nella puntata di SmackDown del 25 ottobre gli Hype Bros hanno sconfitto gli Ascension in un Survivor Series Qualyfing match. Nella puntata di Main Event dell'11 novembre gli Hype Bros sono stati sconfitti dagli Usos. Il 20 novembre a Survivor Series gli Hype Bros hanno preso parte al 10-on-10 Traditional Survivor Series Tag Team Elimination match come parte del Team SmackDown contro il Team Raw, ma sono stati eliminati da Luke Gallows e Karl Anderson, mentre il Team Raw ha vinto l'incontro. Nella puntata di SmackDown del 22 novembre gli Hype Bros hanno partecipato ad un Tag Team Turmoil match per decretare gli sfidanti allo SmackDown Tag Team Championship di Heath Slater e Rhyno ma sono stati eliminati dai Breezango. Il 4 dicembre, nel Kick-off di TLC: Tables, Ladders & Chairs, gli Hype Bros, gli American Alpha e Apollo Crews hanno sconfitto gli Ascension, i Vaudevillains e Curt Hawkins. Nella puntata di SmackDown del 6 dicembre gli Hype Bros hanno sconfitto gli Ascension. Nella puntata di SmackDown del 13 dicembre gli Hype Bros hanno vinto una Battle royal che comprendeva anche gli American Alpha, gli Ascension, i Breezango, Heath Slater e Rhyno e i Vaudevillains diventando gli sfidanti allo SmackDown Tag Team Championship. Zack Ryder è stato l'ultimo sopravvissuto che ha eliminato Konnor degli Ascension, aggiudicandosi la contesa. Nella puntata di SmackDown del 20 dicembre Rawley ha sconfitto Curt Hawkins. A causa di un impatto con l'apron ring, però, Ryder si è infortunato alla gamba e sarà costretto a restare fuori dal ring per 4-9 mesi, costringendo gli Hype Bros a rinunciare alla loro opportunità titolata.
Nella puntata di SmackDown del 24 gennaio 2017 Rawley ha vinto una Battle Royal, guadagnando un posto nel Royal Rumble match del 2017. Il 29 gennaio Rawley ha partecipato al Royal Rumble match dell'omonimo pay-per-view entrando col numero 4 ma è stato eliminato da Braun Strowman dopo sei minuti e sedici secondi di permanenza. Il 12 febbraio, nel Kick-off di Elimination Chamber, Rawley ha sconfitto Curt Hawkins. Nella puntata di SmackDown del 21 febbraio Rawley ha partecipato ad una 10-Man Battle Royal per decretare lo sfidante di Bray Wyatt a WrestleMania 33 per il WWE Championship ma è stato eliminato. Nella puntata di SmackDown del 14 marzo Rawley ha sconfitto Dolph Ziggler per count-out. Nella puntata di SmackDown del 28 marzo Rawley, Heath Slater, Rhyno e gli American Alpha hanno sconfitto Dolph Ziggler, i Breezango e gli Usos. Il 2 aprile, nel Kick-off di WrestleMania 33, Mojo ha vinto la André the Giant Memorial Battle Royal eliminando per ultimo Jinder Mahal. Nella puntata di SmackDown dell'11 aprile Mojo ha sconfitto Jinder Mahal. Nella puntata di SmackDown del 18 aprile Mojo ha preso parte ad un Six-Pack Challenge match che includeva anche Dolph Ziggler, Erick Rowan, Jinder Mahal, Luke Harper e Sami Zayn per determinare lo sfidante al WWE Championship di Randy Orton ma il match è stato vinto da Mahal. Nella puntata di SmackDown del 6 giugno Rawley è stato sconfitto dal WWE Champion Jinder Mahal in un match non titolato, fallendo dunque nell'opportunità di inserirsi nel Money in the Bank Ladder match dell'omonimo pay-per-view. Dopo essersi riunito con Zack Ryder, riformando gli Hype Bros, i due hanno affrontato i Colóns il 18 giugno, nel kick-off di Money in the Bank, sconfiggendoli. Nella puntata di SmackDown del 27 giugno gli Hype Bros sono stati sconfitti dai WWE SmackDown Tag Team Champions, gli Usos (se gli Hype Bros avessero vinto avrebbero ottenuto una chances titolata). Nella puntata di SmackDown del 4 luglio gli Hype Bros hanno partecipato all'Indipendence Day Battle Royal per determinare lo sfidante allo United States Championship di Kevin Owens ma sono stati eliminati: Ryder è stato inspiegabilmente eliminato da Rawley mentre quest'ultimo è stato eliminato da Sami Zayn. Nella puntata di SmackDown del 22 agosto gli Hype Bros sono stati sconfitti dai WWE SmackDown Tag Team Champions, gli Usos, in un match non titolato. Nella puntata di Sin City SmackDown Live del 12 settembre gli Hype Bros sono stati sconfitti da Chad Gable e Shelton Benjamin; nel post match Rawley ha stretto la mano ai due vincitori, mentre Ryder se n'è andato via, deluso. Nella puntata di SmackDown del 19 settembre gli Hype Bros sono stati sconfitti dai WWE SmackDown Tag Team Champions Big E e Kofi Kingston del New Day in un match non titolato. Nella puntata di SmackDown del 26 settembre gli Hype Bros sono stati sconfitti dagli Usos. L'8 ottobre, nel Kick-off di Hell in a Cell, gli Hype Bros sono stati sconfitti da Chad Gable e Shelton Benjamin. Nella puntata di SmackDown del 10 ottobre gli Hype Bros hanno partecipato ad un Fatal 4-Way match che comprendeva anche gli Ascension, i Breezango e Chad Gable e Shelton Benjamin per determinare gli sfidanti al SmackDown Tag Team Championship degli Usos ma il match è stato vinto da Benjamin e Gable. Nella puntata di SmackDown del 21 novembre gli Hype Bros sono stati sconfitti dai Bludgeon Brothers.

#### Faida con Zack Ryder (2017–2018)
Nella puntata di SmackDown del 28 novembre gli Hype Bros sono stati nuovamente sconfitti dai Bludgeon Brothers; nel post match, inoltre, Rawley ha effettuato un turn heel attaccando Ryder alle spalle, segnando di fatto la fine del loro team.
Dopo aver effettuato il suo turn heel e causato lo scioglimento degli Hype Bros, Rawley ha iniziato definitivamente la sua carriera in singolo. Il 17 dicembre, nel Kick-off di Clash of Champions, Rawley ha sconfitto il suo ex-compagno di team Zack Ryder. Nella puntata di SmackDown del 9 gennaio 2018 Rawley ha sconfitto Zack Ryder nei quarti di finale di un torneo per la riassegnazione dello United States Championship (reso vacante da Dolph Ziggler). Nella puntata di SmackDown del 16 gennaio Rawley è stato sconfitto da Bobby Roode nella semifinale del torneo, venendo dunque eliminato.

#### Competizione singola (2018–2021)
Il 28 gennaio, nel Kickoff della Royal Rumble, Rawley rispose alla Open challenge di Bobby Roode per lo United States Championship ma venne sconfitto. L'11 marzo, nel Kickoff di Fastlane, Rawley, Chad Gable e Shelton Benjamin vennero sconfitti dai Breezango e Tye Dillinger. L'8 aprile, nel Kickoff di WrestleMania 34, Rawley partecipò all'annuale André the Giant Memorial Battle Royal ma venne eliminato da Matt Hardy.
Con lo Shake-up del 16 aprile Rawley passò al roster di Raw. Il 27 aprile, alla Greatest Royal Rumble, Rawley partecipò al Royal Rumble match a 50 uomini entrando col numero 29 ma venne eliminato da Randy Orton. Nella puntata di Raw del 7 maggio Rawley affrontò Seth Rollins per l'Intercontinental Championship ma venne sconfitto. Nella puntata di Raw del 31 dicembre Rawley partecipò ad una Battle Royal per determinare lo sfidante di Dean Ambrose per l'Intercontinental Championship in un match più avanti nella serata ma venne eliminato da Apollo Crews. Dall'inizio del 2019 vennero mandate in onda delle vignette circa il ritorno di Mojo Rawley con una nuova gimmick. Tale ritorno avvenne nella puntata di Raw del 6 maggio, dove Rawley apparve semplicemente sullo stage facendo un promo circa la sua nuova gimmick. Nella puntata di Raw del 13 maggio Rawley tornò in azione sconfiggendo Apollo Crews. Nella puntata di Raw del 3 giugno Rawley apparve insieme ad altri wrestler all'inseguimento di R-Truth per cercare di conquistare il suo 24/7 Championship. Il 31 ottobre, a Crown Jewel, Rawley partecipò ad una Battle Royal per determinare lo sfidante di AJ Styles per lo United States Championship più avanti nella serata ma venne eliminato da Titus O'Neil. Il 31 dicembre, durante il programma Fox's New Year's Eve with Steve Harvey Rawley conquistò per la prima volta il 24/7 Championship schienando R-Truth, ma per colpa di Elias lo perse poco dopo. Nella puntata di Raw del 13 gennaio 2020 Rawley schienò R-Truth conquistando il 24/7 Championship per la seconda volta. Tra il 17 e il 19 gennaio, inoltre, Rawley perse e riconquistò il 24/7 Championship contro R-Truth, risultando come un cinque volte campione. Nella puntata di Raw del 27 gennaio Rawley, affiancato da Riddick Moss, difese con successo il titolo contro No Way Jose; poco dopo, però, perse la cintura contro R-Truth, riconquistandola per la sesta volta poco dopo. Nella puntata di Raw del 10 febbraio Rawley e Moss vennero sconfitti dagli Street Profits e, successivamente, inoltre, Moss schienò senza preavviso Rawley strappandogli il 24/7 Championship. Nella puntata di Raw del 17 febbraio Rawley partecipò ad un Triple Threat match per il 24/7 Championship contro il campione Riddick Moss e R-Truth ma il match venne vinto dal primo. Successivamente, nella puntata di SmackDown del 20 marzo, Rawley passò in tale roster per raggiungere l'amico Rob Gronkowski e mettendo fuorigioco King Corbin. Il 4 aprile, nella prima serata di WrestleMania 36, grazie all'aiuto di Gronkowski, Rawley riconquistò il 24/7 Championship contro R-Truth per la settima volta. La sera dopo, nella seconda serata di WrestleMania 36, tuttavia, Rawley perse il titolo venendo tradito da Gronkowski, il quale conquistò la cintura.
Il 16 aprile 2021 venne licenziato dalla WWE insieme a numerosi atleti.

## Personaggio

### Mosse finali
- Double leg slam – 2019–2021
- Hyper Drive[5] (Seated senton – 2014–2016, o Fireman's carry drop – 2016–2017[6][7]
- Running forearm smash su un avversario all'angolo – 2016–2021
- Tilt-a-whirl powerslam – 2017

## Titoli e riconoscimenti
- Pro Wrestling Illustrated
  - 111º tra i 500 migliori wrestler singoli nella PWI 500 (2017)[8]

- WWE
  - WWE 24/7 Championship (7)[9]
  - André the Giant Memorial Battle Royal (edizione 2017)[10]